# Стрельников, Борис Георгиевич
Борис Георгиевич Стрельников (10 августа 1923, Рыбинск — 23 марта 1980) — советский писатель и журналист, путешественник.

## Биография
Борис Георгиевич Стрельников родился в 1923 году в Рыбинске, на Волге, детство провёл в сибирской деревне (Минусинский район Красноярского края), школу окончил на Северном Кавказе.
Участник Второй мировой войны, был тяжело ранен.
Позже учился в Центральной комсомольской школе. Работу журналиста начинал в «Комсомольской правде». В конце 1956 года, когда Стрельников был ответственным секретарём «Комсомольской правды», Юрий Жуков, тогда заместитель главного редактора «Правды», и редактор отдела американских стран Даниил Краминов предложили Стрельникову поехать собственным корреспондентом «Правды» в Нью-Йорк.
В первые годы пребывания в Америке Стрельников писал корреспонденции из Организации Объединённых Наций, в будущем первые годы казались ему неудавшимися. Это была пора обучения. Сказывалось слабое знания языка и поверхностное знакомство со страной.

## Работа в США
В 1974 году, давая интервью Г. А. Сагалу, Стрельников рассказывал, если кто-либо из советских корреспондентов хочет поехать из Нью-Йорка на расстояние, превышающее 25 миль, то об этом из советского посольства по нашей просьбе идёт специальная нота в госдепартамент. В ноте перечисляются все дороги, по которым журналист предполагает поехать в автомобиле, все пункты, где он будет останавливаться на ночлег, с точным указанием дат. «У каждого советского корреспондента есть географическая карта, на которой заштрихованы закрытые для нас местности США, и мы никогда не просим разрешения поехать туда. Но есть и открытые районы, куда нас всё же не пускают: Миссисипи, Джорджия, Алабама. Это центры борьбы американских негров».
Стрельников говорит, что каждому иностранному корреспонденту, как и каждому американскому журналисту, полицейское управление выдаёт «полицейскую репортёрскую карточку». Она даёт возможность беспрепятственно находиться на «линии огня», например, во время перестрелки полисменов с преступниками. «Кроме того, у меня была карточка об аккредитации при Организации Объединённых Наций. Эта карточка совершенно незаменима, особенно во время поездок по Соединённым Штатам, потому что репортёрскую „полицейскую карточку“ местные власти не ставят буквально ни во что, тогда как с карточкой ООН считаются».
В июне 1975 года вернулся с семьёй в Москву.

## Творчество
Стрельников-очеркист умеет наблюдать окружающую его жизнь и видеть её, умеет разглядеть внутренний мир человека, с которым познакомился в пути, на приёме или в маленьком американском городке. В его путевых очерках отчётливо ощущаешь противоречия современной американской жизни, судьбу простого американца, «маленького» человека.
Путевые заметки «На границе с Миссисипи». Американская Москва — крошечный город, в котором живёт около 400 человек. «А как очутился здесь нашвиллский журналист? Очень просто. Его редактору понравилась идея: двое русских в американской Москве. Русские ищут Кремль и Красную площадь. Русские всматриваются в сторону штата Миссисипи, куда им государственным департаментом США строго запрещён въезд».
Иногда материал сам «шёл в руки» Стрельникову. Так, к примеру, возник очерк «Трое на дороге», напечатанный в «Правде». Однажды в Аппалачских горах двое ребят попросили Стрельникова подвезти их к отцу. В машине он узнал от детей трагедию: отец ребят — безработный шахтёр, был вынужден скрываться. Дело в том, что в штате Западная Виргиния семьи шахтёров не получают пособия по безработице, если в семье есть работоспособный кормилец. И отец уговорил жену написать заявление о том, что муж бросил её вместе с детьми.
Вместе с журналистом В. М. Песковым был направлен «Правдой» в специальную автомобильную поездку в США по «стопам» И. Ильфа и Е. Петрова с заданием написать об этой стране спустя почти 40 лет после выхода в свет книги «Одноэтажная Америка», написанной их предшественниками в 1935 году. Результатом этой поездки по стала книга «Земля за океаном» (1975), значительно уступавшая по остроте языка книге Ильфа и Петрова, но заметно менее идеологизированная и менее критическая, в первую очередь потому, что была написана и опубликована в период разрядки международной напряженности.

## Семья
Первая жена — Стрельникова Инна Петровна (1927, Сестрорецк – 2005, Москва), советский и российский филолог-классик, литературовед, переводчик.
Вторая жена — Стрельникова Юлия Валентиновна (1933, Москва – 2011, Москва), работала стажёром в советском посольстве в Нью-Йорке, затем секретарём и личным ассистентом мужа в корпункте «Правды».
Дети:
- Татьяна (род. 1951, Москва)[источник не указан 138 дней]
- Юлия (род. 1960, Нью-Йорк), с 1993 года проживает с мужем с Вашингтоне[источник не указан 138 дней].
- Василий (род. 1962, Нью-Йорк), радио- и телеведущий, диктор, актёр озвучания, подкастер[источник не указан 138 дней].

## Награды и премии
- орден Ленина (04.05.1962)
- Премия имени Воровского